# Crenobia alpina
Crenobia alpina är en plattmaskart som först beskrevs av James Dwight Dana 1766.  Crenobia alpina ingår i släktet Crenobia, och familjen Planariidae. Arten är reproducerande i Sverige.